# Xambá

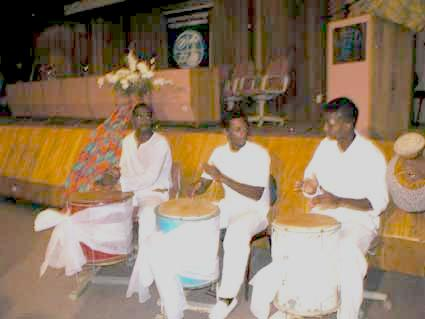
Ilús Abertura Religiosa (Foto: Pejigan Clô D'Oguiã)

A Nação Xambá é uma religião afro-brasileira ativa em Olinda, Pernambuco. Alguns autores, como Olga Caciatore e Reginaldo Prandi, afirmam que este culto está praticamente extinto no país.
O povo Xambá ou Tchambá habitava a região norte da região de Axânti e também a região do Planalto de Adamawa.l

## História
No início da década de 1920, a perseguição política de que eram vítimas as religiões afro-brasileiras no país, levou o babalorixá Artur Rosendo Pereira, a fugir de Maceió, capital do estado de Alagoas, vindo a estabelecer-se por volta de 1923 na rua da Regeneração, no bairro de Água Fria, na cidade do Recife, em Pernambuco.
Antes desse episódio, ainda vivendo em Maceió, Rosendo havia viajado até à costa da África, onde permaneceu por quatro anos com "Tio Antônio", que trabalhava no mercado de Dacar, no Senegal, vendendo panelas, conforme narra René Ribeiro.
Rosendo iniciou muitos filhos de santo, tendo muitos deles aberto terreiro. Entre estes destacou-se Maria das Dores da Silva - "Maria Oiá" - iniciada em 1928. A saída de iaô de Maria Oiá foi realizada sem o toque dos tambores e cantada em voz baixa ainda devido à perseguição, que entretanto persistia. Pouco depois da iniciação de Maria Oiá, Rosendo voltou para Maceió.
Em 1930, Maria Oiá inaugurou o próprio terreiro, à rua da Mangueira, no bairro de Campo Grande no Recife. Com a conclusão de sua iniciação [13 de dezembro de 1932), recebeu no barracão as folhas, a faca e a espada das mãos de seu babalorixá, que realizou ao meio dia o ritual de coroação de Oiá no trono.
Em 1932, Maria Oiá tirou o seu primeiro barco de três iaôs. No mesmo ano, iniciou o seu segundo barco de iaôs, maior, e iniciando nomeadamente Donatila Paraíso do Nascimento ("Mãe Tila") que, em 1933, assumiu o cargo de iaquequerê do terreiro Santa Bárbara. Donatila veio a falecer em 2003 aos 92 anos de idade, tendo passado seis décadas de sua vida no cargo. Uma outra filha ilustre foi Lídia Alves da Silva ("Talabi").
A sucessão de iniciações aumentou desde então. Em junho de 1935 Maria Oiá iniciou nos ritos a sua sucessora, Severina Paraíso da Silva, "Mãe Biu".
Com o advento do Estado Novo no país, diante da violência policial cada vez mais maior, em 1938 Maria Oiá foi obrigada a encerrar o seu terreiro, vindo a falecer no ano seguinte (1939). Esse momento de perseguições manterá os terreiros de outras nações de candomblé cultuadas em Pernambuco, e seus fieis tolhidos, até 1950.
Mãe Biu de Oiá Megué reabriu o terreiro de Xambá em 1950, agora na estrada do Cumbe nº 1012, no bairro de Santa Clara, no Recife, tendo como babalorixá o Sr. Manoel Mariano da Silva, como Ialorixá D. Eudoxia, como padrinho o Sr. Luiz da Guia e como madrinha D. Severina. Dez meses após, a 7 de abril de 1951 a instituição mudou-se para o atual endereço, na antiga rua Albino Neves de Andrade, atual rua Severina Paraíso da Silva nº 65 (em homenagem a Mãe Biu), na localidade do Portão do Gelo, bairro de São Benedito, em Olinda.
Com o falecimento de Mãe Biu (1993), que durante 54 anos dirigiu o terreiro Xambá, auxiliada por Mãe Tila, esta assumiu o cargo de Ialorixá que exerceu por 10 anos, tendo como babalorixá o seu sobrinho carnal Adelildo Paraíso, filho carnal de Mãe Biu. Conhecido popularmente como Ivo do Xambá, ele convocou os seus filhos de santo, os professores António Albino, Hildo Leal e João Monteiro, para elaborarem um projeto para transformar o Terreiro Portão do Gelo, no Memorial do Xambá, onde se encontram reunidos e preservados documentos fotográficos e objetos ligados à vida e à atuação daquela líder religiosa, bem como da memória do "Terreiro Santa Bárbara Nação Xambá".
Em 2004, com o falecimento de Mãe Tila, assumiu a Ialorixá Maria de Lourdes da Silva de Iemanjá, iniciada por Mãe Biu em 18 de maio de 1958.
Em paralelo ao trabalho de preservação do Memorial do Xambá, destaca-se a atuação do Grupo Bongar, formado por seis percussionistas e cantores da Nação Xambá, que realiza um trabalho de resgate e divulgação da cultura e religião Xambá e de sua dança tradicional o coco.

## Orixás
Apesar de os Orixás serem praticamente os mesmos do Candomblé, existe diferença na sua forma de culto. Os orixás cultuados na tradição Xambá são:
Exu – Ogum – Odé – Ibeji – Nanã – Obaluaiê – Ieuá – Xangô – Oiá – Obá – Afrequetê – Oxum – Iemanjá – Orixalá

### Exu no Xambá
É um orixá ou um eborá de múltiplos e contraditórios aspectos, ficando difícil compreende-lo coerentemente. É astucioso, e às vezes malévolo, mas possui qualidades boas, é jovial e dinâmico.
É um orixá protetor, Èsùstósìsn (Exu merece ser adorado). Exu é o guardião dos templos, casas e pessoas e os caminhos, porteiras e encruzilhadas. Serve de intermediário entre os homens e os demais orixás.
Na Nação Xambá no mês de Agosto não se dá obrigações a outro orixá a não ser Exu, não se faz Yaô de Exu na Nação Xambá.
- Celebogum é uma qualidade de Exu cultuado na Nação Xambá.
- dia da semana é segunda-feira, sua guia é preta e branca, sua cor vermelha.
- Saudação: Exu bê ou Bará ô Exu.
- Ferramenta: amuleto (bastão de madeira).
- Exu é o orixá da comunicação, erroneamente é comparado ao demônio.
- Comemorado no mês de agosto.[6]
- Exu é sempre o primeiro a ser homenageado.[7][8]

### Ogum no Xambá
É o primeiro orixá a ser saudado depois que Exu é despachado. Ogum está ligado a natureza através dos metais, principalmente o ferro, por isso é conhecido como o protetor dos metais, da tecnologia e daqueles que dela utilizam-se. Nas cerimônias religiosas, em dias de toques é sempre Ogum quem sai na frente “abrindo a roda” para os outros orixás dançarem. As pessoas que são filhos desse orixá são enérgicas em seus objetivos e não desencorajam facilmente.
O mês dedicado a Ogum é Abril quando se oferece rosas vermelhas e cerveja no mar para Ogum Beira Mar.
- O dia da semana é quarta-feira.
- Guia corrente de metal, cor da roupa vermelha.
- Saudação Ogunhê.
- Ferramenta: lança de ferro.

### Odé no Xambá
Orixá ligado às matas, a caça, a fartura e a inteligência. Conhecido também em outras nações das religiões afro-descendentes como Oxóssi, sua importância deve-se a diversos fatores, na África tinha diversas qualidades, material, médica, administrativa, social e policial.
As pessoas que tem esse orixá são espertas, ágeis, exercem com maestria cargos de liderança, são pessoas cheias de iniciativas e sempre em vias de novas descobertas.
O mês dedicado a Odé é também abril, seu dia da semana é quarta-feira.
- Guia corrente de metal, as cores da roupas são vermelha ou verde.
- Saudação: Odé Ô e Okê Arô.
- Ferramenta: dématá (arco e flecha de ferro).

### Obaluaiê no Xambá
Orixá da varíola e da doença e também da cura, é o dono dos ebós. Conhecido também como Omolu, forma mais velha desse orixá.
Os filhos desse orixá são capazes de consagrar o bem-estar dos outros, fazendo completa abstração de seus próprios interesses e necessidades vitais.
Na Nação Xambá, Obaluaiê não sai debaixo de Alá.
- mês é janeiro.
- dia da semana é quarta-feira.
- guia vermelha e preta.
- cor da roupa: verde.
- Saudação: Atotô.
- Ferramenta: seta de madeira.

### Xangô no Xambá
Orixá da justiça, dos raios, das pedras e do trovão. Em lenda africana é o rei de Kòso (terra), historicamente foi  o Alafim de Oió (reo de Oió). Possuía três esposas: Oiá, Oxum e Obá.
É um orixá viril e atrevido, violento e justiceiro, castiga os mentirosos, os ladrões e os malfeitores. Os filhos desse orixá tem como característica serem voluntariosos e enérgico, altivos e conscientes de sua importância real.
A primeira grande obrigação do ano é o Amalá de Xangô.
Balaneim e Aguanguá são qualidades de Xangôs cultuados na Casa de Xambá.
- mês desse orixá é junho.
- dia da semana é domingo.
- cor vermelho e branco.
- guia e roupa vermelha e branca.
- Saudação Kaô Kabecilé.
- Ferramenta: adamaxê (machado duplo).

### Bêji no Xambá
Orixás trigêmeos crianças.
No sincretismo religioso é representado por Cosme, Damião e Doú.
No toque de Bêji é servido um almoço a todas as crianças e adultos filhos da casa e convidados presentes. Há também distribuição de doces.
- Setembro é o mês de Bêji, dia da semana é quarta-feira.
- Guia e as roupas são verde, vermelho e branco.

### Oiá no Xambá - Oiá/Iansã
Orixá feminino dos ventos, das tempestades e do rio Níger que em iorubá significa Odó Oiá.
Foi a primeira mulher de Xangô e tinha um temperamento ardente e impetuoso e é o único orixá capaz de enfrentar e dominar os eguns (espíritos dos mortos) devido a seu caráter guerreiro.
No dia 13 de dezembro, ao meio-dia acontece a louvação a Oiá, toque em reverência a esse orixá, momento no qual todos os yaôs da casa vestem-se com a roupa de seu orixá. Quando Mãe Biu era viva, sentava-se no trono de Oiá.
Os filhos desse orixá são audaciosos, poderosos e autoritários.
- Mês dedicado a Oiá é dezembro.
- dia é quinta-feira.
- cor da roupa rosa, guia vermelha.
- Saudação: Epaei Oiá e Epahey Iansã.
- Ferramenta: espada.

### Afrequetê no Xambá
Vodum da mitologia fon mais conhecida como Averequete. Vodum de origem daomeana que fora incorporado como orixá pelos iorubás. Até o presente momento, Afrequetê vem sendo cultuado em Pernambuco apenas na Nação Xambá, tido como Orixá feminino. Suas cores são variadas e sua guia é colorida. O mês dedicado a esse orixá é dezembro e o dia da semana é quinta-feira. Assentamento: tigela de louça.

### Oxum no Xambá
Orixá feminino do rio de mesmo nome que corre na Nigéria, em Ijexá e Ijebu. Foi a segunda mulher de Xangô e viveu antes com Ogum, Orumilá e Odé. Ligada ao elemento da natureza ouro e também as águas dos rios e das cachoeiras.
As mulheres que desejam ter filhos dirigem-se a esse orixá, por isso é também controlador da fecundidade, popularmente associado a beleza e a vaidade.
Na Nação Xambá, oferece-se flores no rio no mês de fevereiro.
- mês dedicado a Oxum é fevereiro.
- cor da roupa e guia é o amarelo.
- Dia da semana é terça-feira.
- Saudação: Ora Yê Yé Ô.
- Ferramenta: abebé (espelho).

### Obá no Xambá
Orixá feminino muito enérgico e fisicamente mais forte que muitos orixás masculinos. Segundo uma das lendas africanas teria desafiado, em seqüência, vários orixás entre eles Oxalá, Xangô e Orumilá.
Tornou-se a terceira mulher de Xangô, travou grandes rivalidades com Oxum (segunda mulher deste orixá). Mulheres filhas desse orixá possuem atitudes militantes e agressivas, conseqüências de experiências infelizes ou amargas por elas vividas.
O assentamento é uma tigela de louça.
- Dia da semana quinta-feira.
- cor da roupa rosa.
- guia vermelha.
- Saudação Obá Ciô.

### Ewá no Xambá
Orixá feminino associado a beleza.
Na Nação Xambá o assentamento de Ewá é uma panela de barro.
- Dia da semana quarta-feira.
- guia nas cores amarela, rosa e roxo.

### Yemanjá no Xambá
Seu nome Yèyé Omo Ejá significa mãe cujos filhos são peixes. É um orixá feminino das águas dos mares, oceanos ou do encontro do rios e mares. Mãe da maioria dos orixás, representada como uma matrona de seios volumosos, símbolo de maternidade fecunda e nutritiva. É a dona dos oris (cabeças).
No mês de dezembro oferecem flores brancas no mar, não se oferece panela para Yemanjá.
As pessoas filhas desse orixá são voluntariosas, fortes, rigorosas e altivas.
- mês dedicado a Yemanjá é maio.
- dia da semana é o sábado.
- cor da roupa azul claro com branco
- guia de Miçangas transparentes.
- Saudação: Odô Miô.
- Ferramenta: abebé (lua e estrela).

### Nanã no Xambá
É o mais velho dos orixás femininos, ligado a natureza através do barro e da lama e dos manguezais, é também considerado o orixá da sabedoria por ser o mais velho. Os filhos de Nanã tendem a comportarem-se com a indulgência dos avós, agem com segurança e majestade, suas reações são bem-equilibradas e a pertinência de suas decisões mantêm-nos sempre com sabedoria.
Nanã não sai embaixo de Alá, só faz oborí.
- Dedicamos o mês de julho a esse orixá,
- dia da semana é quarta-feira,
- guia é verde ou roxo,
- cor da roupa é roxa.
- Saudação: Atotô salubá.

### Orixalá no Xambá
Orixá mais velho, considerado pai da maioria dos orixás, representa a paz.
No mês de julho, todas as sextas-feiras há o arroz de Orixalá (Ossé), ocasião onde se canta muito para esse orixá. Durante todo o mês de outubro não há na casa obrigação de sangue, apenas inhame e bagre encerrando com toque ao final do mês.
- mês de Orixalá é julho.
- dia da semana é a sexta-feira.
- cor da roupa e da guia: branco.
- Ferramenta: Opaxorô (cajado).

## Ritual
O ritual é semelhante ao do Candomblé.
Calendário de festas:
Toque de Obaluaiê - 21 de janeiro
Toque de Oxum - 11 de fevereiro
Toque de Ogum - 29 de abril
Toque de Iemanjá - 27 de maio
Toque de Xangô - 17 de junho
Coco da Xambá - 29 de junho - Aniversário de Mãe Biu
Toque de Orixalá - 29 de julho
Aniversário do Babalorixá da Casa - Ivo do Xambá - 06 de agosto
Dia do Quilombo Urbano do Portão do Gelo - 24 de setembro
Toque de Ibeji - 30 de setembro
Toque do Inhame - 28 de outubro
Dia da Consciência Negra - 20 de novembro
Louvação de Oiá - 12:00 - 13 de dezembro
Toque de Oiá - 16 de dezembro
Os toques sempre são as 16 horas da tarde. Em todos os toques é servido aos filhos de santo da casa e aos convidados um café com manguzá, que é tradição da casa.
Aos visitantes:
- Não é permitido uso de roupas pretas
- O homem deve se vestir de calça (nunca bermuda, short ou camiseta regata)
- A mulher deve se vestir de saia ou vestido abaixo do joelho (nunca de calça nem camiseta)

## Nação Xambá homenageada
O Governo do Estado de Pernambuco e o Grande Recife Consórcio de Transporte Metropolitano adotaram o nome Xambá para o Terminal Integrado de Ônibus que foi construído próximo ao Terreiro na cidade de Olinda. O Terminal Integrado de Xambá foi inaugurado em agosto de 2013.